# AC 378 GT Zagato

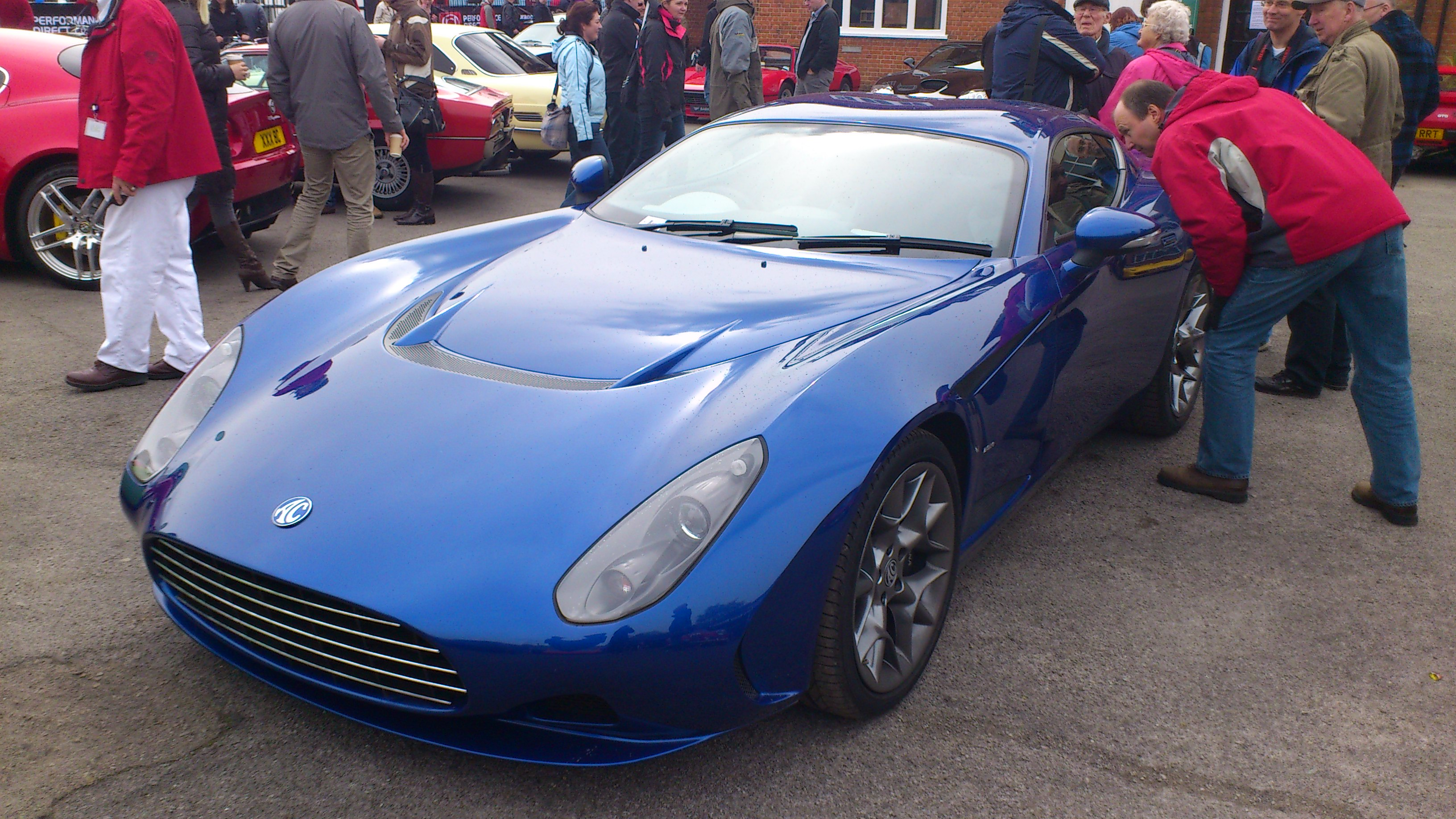
AC 378 GT Zagato

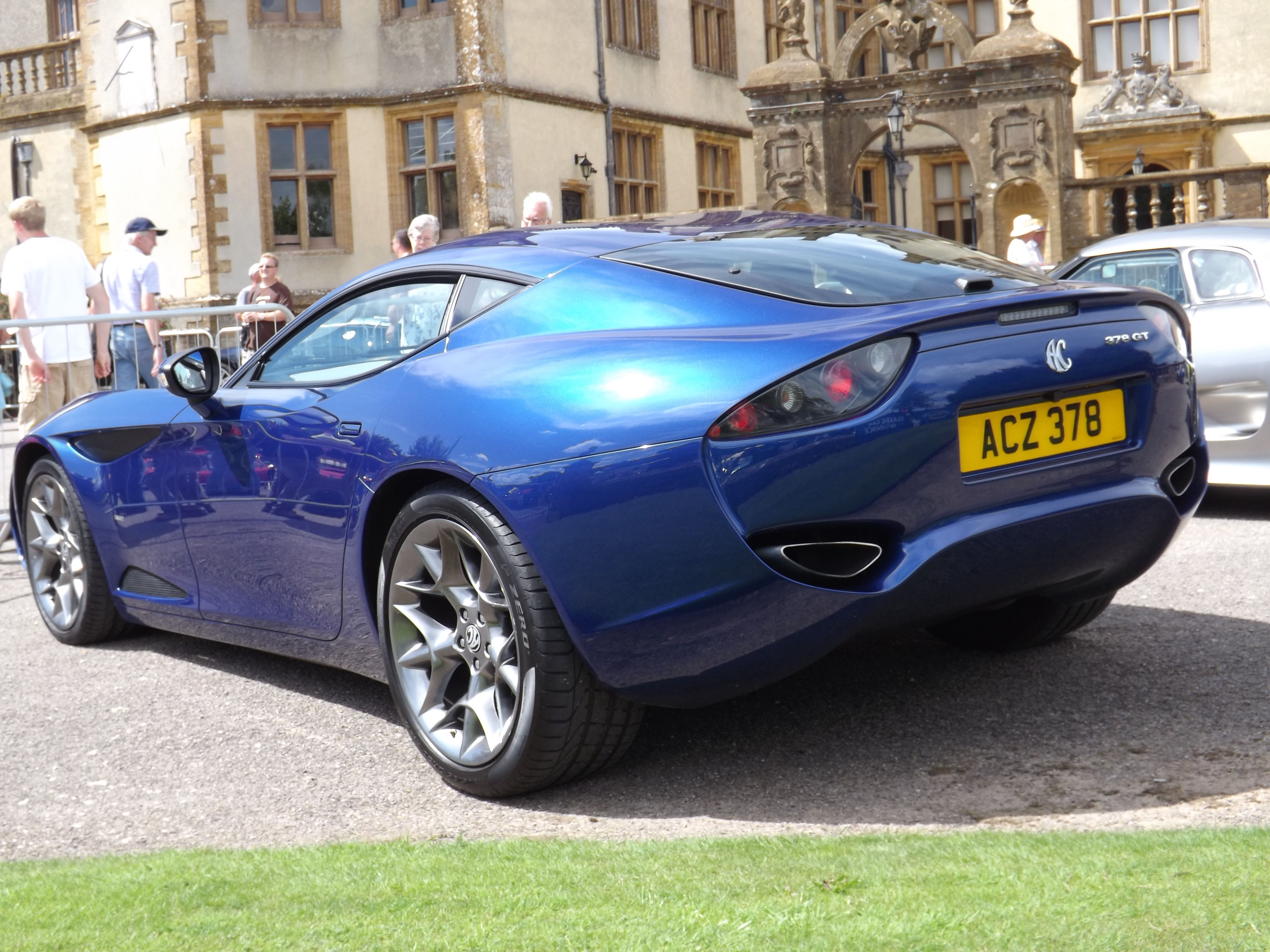
Вид сзади

AC 378 GT Zagato — спортивный автомобиль, разработанный итальянской компанией Zagato и построенный в ЮАР компанией Hi-Tech Automotive. Машина была представлена на Женевском автосалоне 2012 года. Впервые дизайн 378 GT был показан в 2009 году под именем Perana Z-One, но финансовый кризис отложил запуск модели. И в конце концов автомобиль был выпущен под маркой AC Cars. Старт продаж запланировали на конец 2012 года.
Автомобиль приводится в движение двигателем V8 от General Motors объёмом в 6,2 л и мощностью 437 л. с. (326 кВт), который устанавливался в Chevrolet Camaro. Вес 1465 кг (3230 фунтов). По данным компании, время разгона от 0 до 100 км/ч составляет менее четырёх секунд, а максимальная скорость достигает 185 миль в час (297,7 км/ч). В автомобиле нет электронных систем помощи водителю.